# Meranoplus rothneyi
Meranoplus rothneyi  (лат.) — вид мелких муравьёв рода Meranoplus из подсемейства Myrmicinae (Formicidae).

## Распространение
Южная Азия: Бутан, Индия, Непал.

## Описание
Мелкие муравьи, покрытые многочисленными волосками. Отличаются от близких видов одной парой шипов или зубцов на заднегрудке, направленных назад; мандибулы вооружены 4 зубцами. 
Длина рабочих муравьёв 2,8 — 3,2 мм, длина головы 0,65 — 0,8 мм (ширина 0,66 — 0,73 мм). Основная окраска тела коричневая.  Усики 9-члениковые с булавой из 3 вершинных члеников. Максиллярные щупики 5-члениковые, нижнечелюстные щупики из 3 члеников. Грудь высокая, пронотум слит с мезонотумом, образуя единый склерит с окаймлённым дорзумом. Стебелёк между грудкой и брюшком состоит из двух члеников: петиолюса и постпетиолюса (последний четко отделен от брюшка), жало развито, куколки голые (без кокона). Валидный статус подтверждён в ходе ревизии, проведённой в 1998 году австрийским мирмекологом Штефаном Шёдлем (Stefan Schödl; 1957—2005).